# Dener Pinheiro
Dener Pinheiro (12 de abril de 1995) es un futbolista brasileño que juega como centrocampista.

## Trayectoria

### Clubes
| Club            | País   | Año         |
| --------------- | ------ | ----------- |
| Figueirense     | Brasil | 2013 - 2016 |
| Vila Nova       | Brasil | 2018        |
| Fagiano Okayama | Japón  | 2019 -      |